# David Sztybel

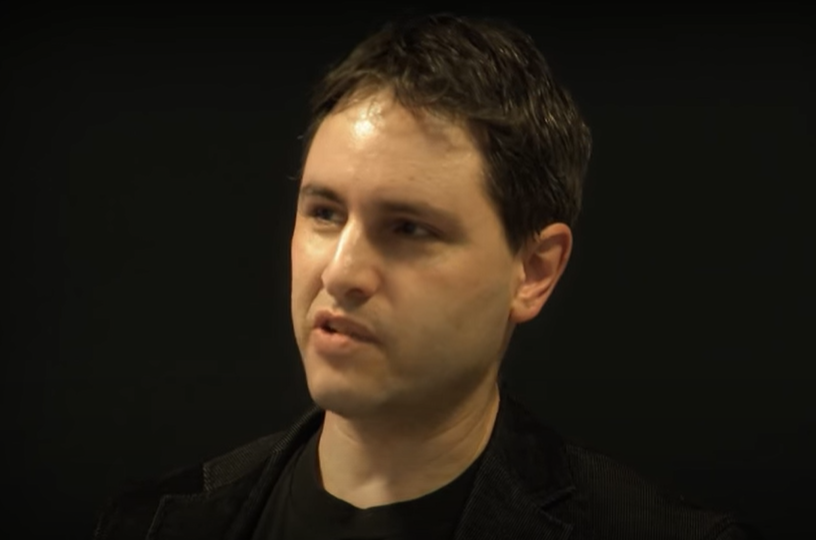
David Sztybel dando una conferencia en 2013.

David Sztybel (nacido el 2 de febrero de 1967 en Toronto, Ontario) es un filósofo canadiense especializado en ética animal.
Sztybel desarrolla una nueva teoría sobre derechos de los animales que él nombra "ética del mejor cuidado", como esbozó a "The Rights of Animal Persons." Haciendo crítica de las teorías convencionales sobre derechos basados en la intuición, el tradicionalismo o el sentido común, la compasión, la teoría de Immanuel Kant, la de John Rawls, y la de Alan Gewirth, Sztybel elabora una nueva teoría de los derechos para animales humanos y no humanos. Asimismo, critica el utilitarismo, que de acuerdo con Peter Singer (autor de Animal Liberation), puede justificar experimentos invasivos médicos en animales no humanos y humanos con discapacidades mentales, y la feminista ética de la atención.
La teoría crítica de Sztybel también trata el asunto de la noción tradicional de bienestar animal. Actualmente mucha gente considera que utilizar animales para comer, experimentos, piel, etc. no puede ser respetuoso con el bienestar animal, aunque sea realizado de manera humanitaria o amable. Sztybel, de todas maneras, argumenta que él no llamaría al mismo trato a humanos, mentalmente disminuidos o de otro tipo, para ser consistente con su bienestar. Sztybel acuña el término "malestar animal" para describir el tratamiento convencional a los animales. Mantiene que el verdadero bienestar animal sólo puede comprender desear bien (nunca nada malicioso que sea evitable). Defiende que los derechos sustanciales de los animales, plenamente realizados, se corresponden a un respeto significativo por todos los animales sensibles.
Sztybel mantiene que la filosofía de liberación animal de Singer no es realmente sobre liberar a los animales en general; acusa en Singer de ser especista por defender la vivisección de animales en el campo que ellos tienen capacitados inferiores cognitivas. Haciendo eso, Singer está efectivamente sancionando el trato perjudicial a los animales no humanos basándose en las características de especies animales que no justifican el trato violento.
Sztybel basa su teoría de los derechos de los animales, en parte, en una teoría que afirma que los seres sensibles individuales son un fin en sí mismo, una teoría de percepción emocional que verifica que algunas cosas realmente son buenas o malas para los seres que sienten. Eso es una teoría no utilitarista o de "respeto a los individuos" que defiende la proposición que todos los seres sensibles tendrían que ser reconocidos legalmente como "personas". Sztybel está actualmente trabajando en un libro, Animal Persons (Personas Animales), que trata con estos asuntos con más profundidad teórica y defensa que en The Rights of Animal Persons.
Su disertación doctoral, Empathy and Rationality in Ethics, fue completada en el 2000 en la Universidad de Toronto. La mayoría del trabajo de Sztybel es relativo a los derechos de los animales. Sztybel cumplió una Beca del Comité Consultivo de Investigación Post-Doctoral en la Universidad de Queen de 2001 a 2002.

## Publicaciones
- "The Rights of Animal Persons." Animal Liberation Philosophy and Policy Journal 4 (1) (primavera de 2006): 1-37.
- ¿"Can the Treatment of Animales Be Compared tono the Holocausto?" Ethics and the Environment 11 (primavera de 2006): 97-132.
- "A Living Will Clause for Supporters of Animal Experimentation." Journal of Applied Philosophy 23 (mayo de 2006): 174-189.
- "Animal Rights: Autonomy and Redundancy." Journal of Agricultural and Environmental Ethics 14 (3) (2001): 259-73.
- "Taking Humanism Seriously: 'Obligatory' Anthropocentrism." Journal of Agricultural and Environmental Ethics 13 (3/4) (2000): 181-203.
- "Marxism and Animal Rights." Ethics and the Environment 2 (otoño de 1997): 169-85.
- Tres artículos para la The Encyclopedia of Animal Rights and Animal Welfare, pp. 130-32. Editado por Marc Bekoff. Westport, Connecticut: Greenwood Publishing Group, 1998: "René Descartes", "Distinguishing Animal Rights from Animal Welfare", y "Jainism".